# Topolnica
Topolnica (makedonska: Тополница) är en ort i Nordmakedonien. Den ligger i kommunen Makedonski Brod, i den centrala delen av landet, 50 kilometer sydväst om huvudstaden Skopje. Topolnica ligger 599 meter över havet och antalet invånare är 106.